# Dysdera erythrina
Dysdera erythrina este o specie de păianjeni araneomorfi din familia Dysderidae. Se aseamănă cu specia Dysdera crocata, dar este lipsită de spini dorsali pe femurul IV și are dimensiuni mai mici.

## Descriere
Femelele sunt de 9–10 mm lungime, masculii - 7–8 mm. Prosoma și chelicerele sunt roșii închis cu un luciu metalic. Opistosoma este de culoare maro deschis sau gri-gălbuie. Picioarele au diferite nuanțe de roșu, dar mai deschise decât prosoma.

## Ecologie
Locuiște în microhabitate umede, în litieră, sub scorța copacilor, sub buștenii căzuți. Poate fi întâlnită și în localitățile umane. Hrana principală constituie oniscidele, evitate de restul păianjenilor.

## Răspândire
Specia este răspândită din Europa de Vest până în Caucaz.